# Chafadżi

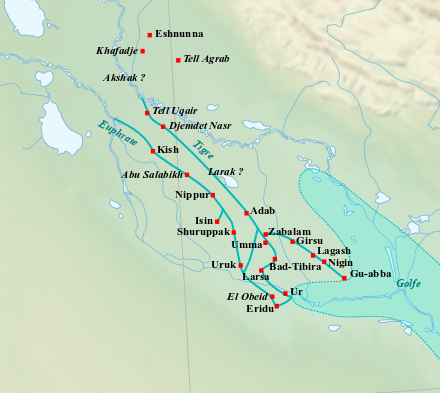
mapa Mezopotamii z zaznaczonym położeniem Tutub (na południe od Esznunny) i innych ważnych miast okresu wczesnodynastycznego (ok. 2900–2350 p.n.e.).

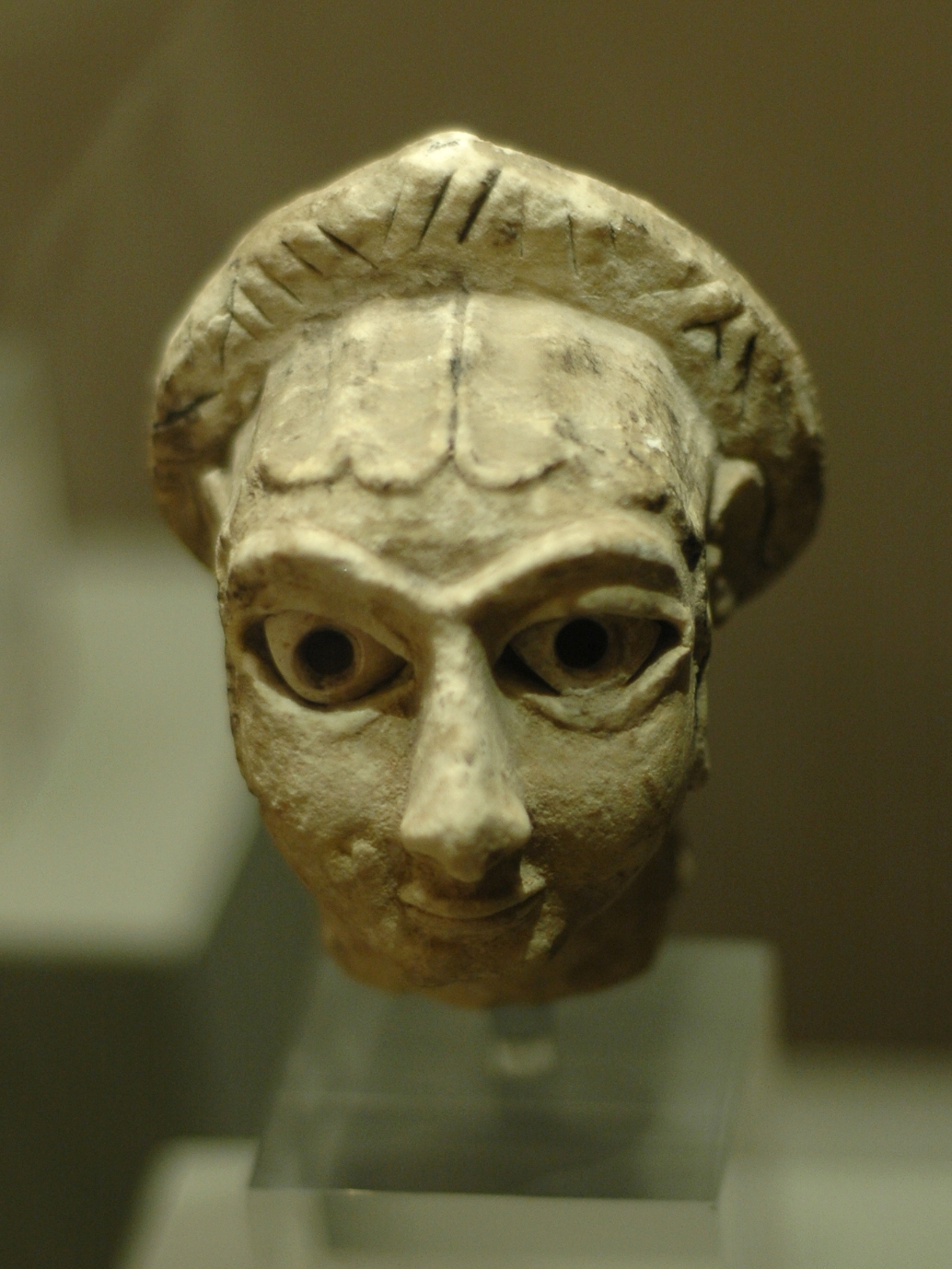
głowa kobiecej figurki; Chafadżi; okres ED II (ok. 2700 p.n.e.); zbiory Luwru

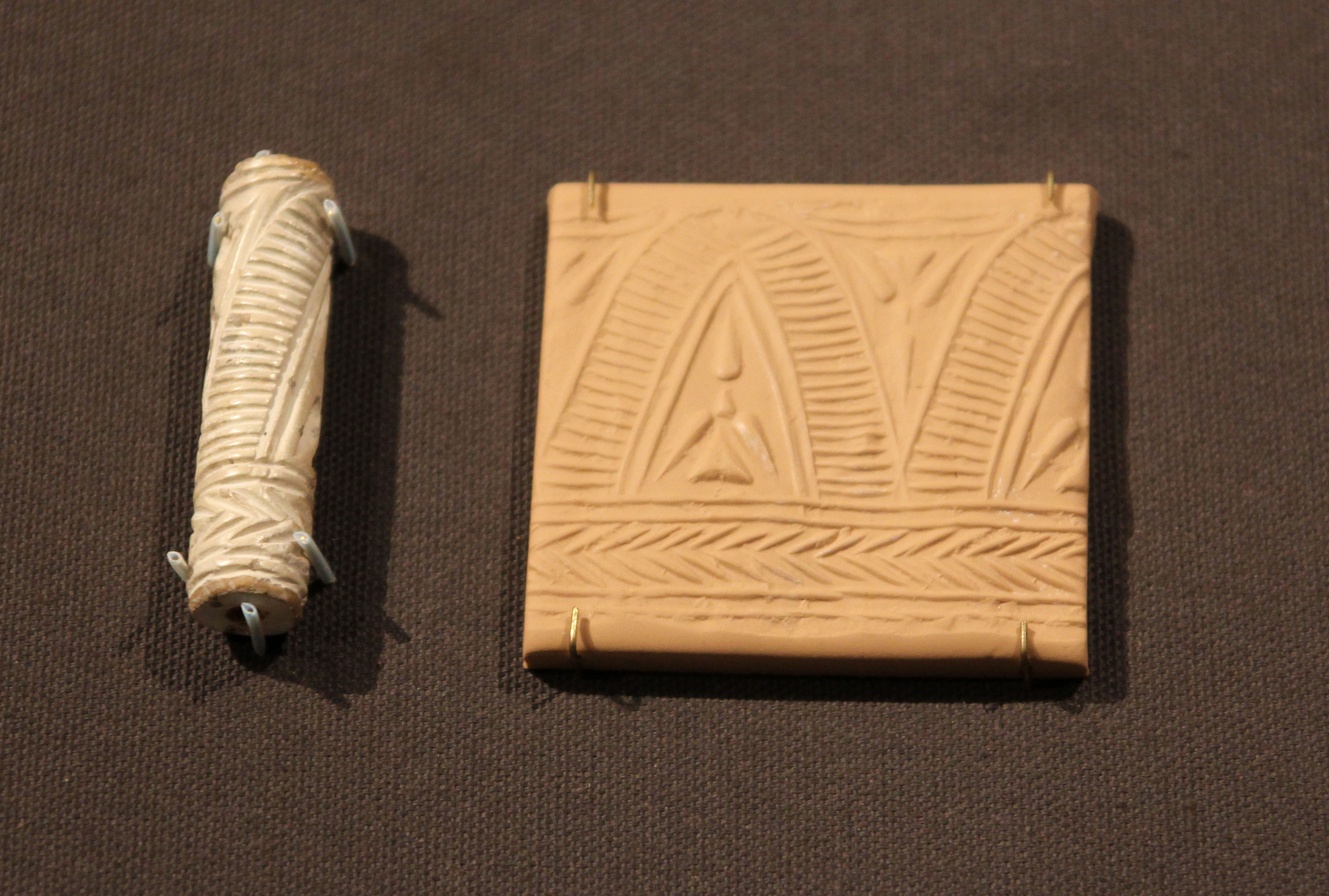
pieczęć cylindryczna i jej odcisk; Chafadżi, tell A, tzw. „świątynia Sina”, warstwa IV; okres Dżemdet Nasr (ok. 3100–2900 p.n.e.); zbiory Oriental Institute Museum, Chicago, USA

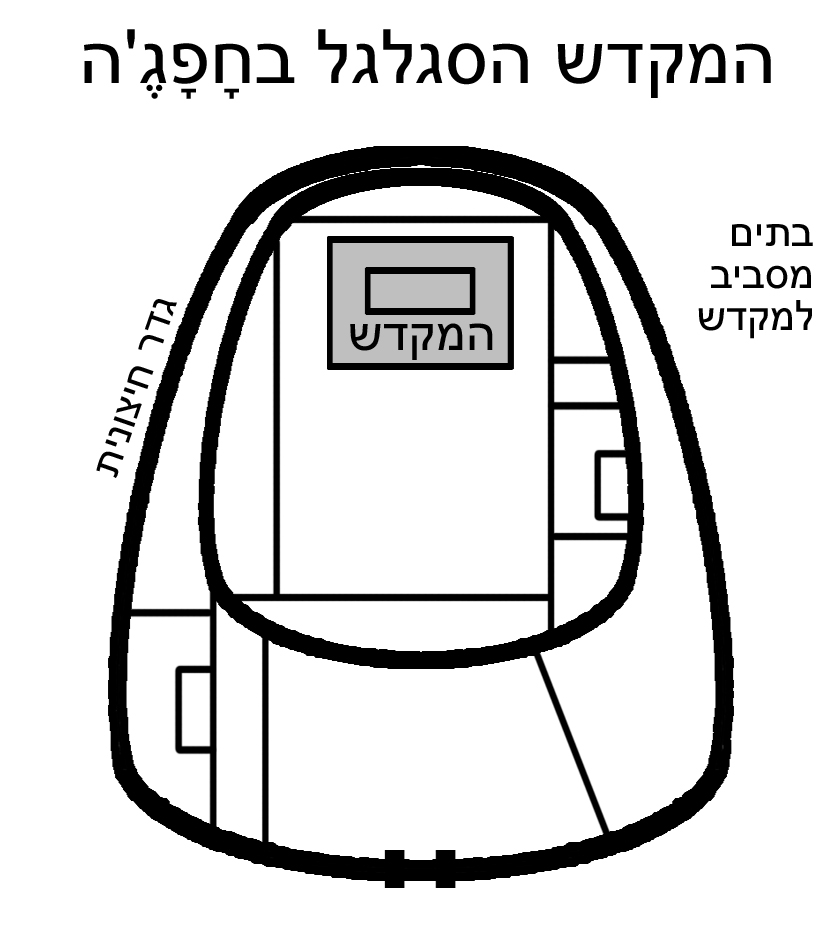
plan tzw. Świątyni Owalnej w Chafadżi

Chafadżi – jedno z ważniejszych stanowisk archeologicznych w Iraku, położone ok. 15 km na wschód od Bagdadu i na północny wschód od ujścia rzeki Dijali do Tygrysu; amerykańskie wykopaliska w latach trzydziestych XX wieku pozwoliły zidentyfikować to stanowisko ze starożytnym miastem Tutub i twierdzą Dur-Samsu-iluna.

## Stanowisko
Stanowisko zajmuje obszar 216 ha i znajduje się na nim kilka telli, z których cztery najważniejsze zostały oznaczone przez archeologów jako telle A, B, C i D. Telle te wznoszą się na wysokość od 4 do 6 metrów ponad otaczającą je równinę. Tell A, największy, znajduje się w północnej części stanowiska i jest wzgórzem najbliższym współczesnemu korytu rzeki Dijali. Jego zasiedlenie zaczęło się na przełomie okresu Uruk i okresu Dżemdet Nasr (koniec IV tys. p.n.e.) i trwało do okresu akadyjskiego (2 połowa III tys. p.n.e.), kiedy to tell ten został opuszczony. Telle B i C są połączone ze sobą i leżą w części południowo-zachodniej stanowiska. Odkryty tu materiał archeologiczny pochodzi z okresu starobabilońskiego (ok. 1800–1600 p.n.e.). Tell D, zlokalizowany w części południowo-wschodniej stanowiska, jest najmniejszym ze wszystkich czterech. Zasiedlony był w okresach Isin-Larsa (ok. 2000–1800 p.n.e.) i starobabilońskim.

## Wykopaliska
W latach 1930–1938 wykopaliska prowadziły tu Oriental Institute of the University of Chicago, University Museum of the University of Pennsylvania i American Schools of Oriental Research. Kierownikami tych wykopalisk byli Conrad Preusser, Pinhas Delougaz i Ephraim A. Speiser. W 1950 roku niewielkie wykopaliska prowadzili tu archeolodzy iraccy z Directorate General of Antiquities of Iraq.

## Identyfikacja z Tutub i Dur-Samsu-iluna
Informacje pochodzące z tabliczek odkrytych w świątyni boga Sina na tellu D pozwoliły na identyfikację tego tella ze starożytnym Tutub, miastem znanym ze źródeł pisanych z okresu akadyjskiego. Nazwa Tutub pojawia się też na staroakadyjskiej tabliczce z Esznunny, dlatego przypuszcza się, że tell A, najwcześniej zasiedlony tell, był również znany – przynajmniej przez pewien okres w swej historii – jako Tutub. Inskrybowany gliniany cylinder odkryty na tellu B pozwolił z kolei ustalić, że w okresie starobabilońskim tell ten, najprawdopodobniej wraz z sąsiednim tellem C, znane były pod nazwą Dur-Samsu-iluna. Nie wiadomo jak długo te starożytne nazwy przetrwały.

## Historia
Stanowisko w Chafadżi zasiedlone zostało najprawdopodobniej pod koniec okresu Uruk (koniec IV tys. p.n.e.). Największy rozkwit przeżywało w okresie wczesnodynastycznym (ok. 2900–2350 p.n.e.). Nie jest wykluczone, że już wówczas istniejące tu miasto znane było pod nazwą Tutub. Po upadku imperium III dynastii z Ur (ok. 2000 p.n.e.) Tutub znalazło się pod kontrolą miasta-państwa Esznunna. Po zniszczeniu Esznunny przez Hammurabiego (1792–1750 p.n.e.) Tutub znalazło się w granicach państwa babilońskiego. Samsu-iluna (1749–1712 p.n.e.), syn Hammurabiego, rozkazał wznieść tu w 23 roku swego panowania twierdzę, którą nazwał swoim imieniem – Dur-Samsu-iluna (akad. Dūr-Samsu-iluna, tłum. „Twierdza Samsu-iluny”). Późniejsze dzieje stanowiska są nieznane.

## Wyniki badań archeologicznych

### Tell A
Z czterech telli w Chafadżi tell A został najlepiej przebadany. Odkryto tu tzw. „świątynię Sina” (nazwana tak przez odkrywców, ale obecnie uznaje się za małoprawdopodobne, by była poświęcona temu bogowi), domy prywatne, tzw. „świątynię w kwadracie O 43", świątynię bogini Nintu i tzw. Świątynię Owalną. W wykopie sondażowym pod „świątynią Sina” udało się osiągnąć warstwę naturalną, co pozwoliło wykazać, że zasiedlenie tego tella zaczęło się w późnym okresie Uruk. Wykopaliska w samej „świątyni Sina” okazały się bardzo ważne, gdyż pozwoliły odkryć nieprzerwaną sekwencję warstw tej budowli począwszy od okresu Dżemdet Nasr aż do końca okresu wczesnodynastycznego (w skrócie ED): warstwy I-V datowane są na okres Dżemdet Nasr, warstwy VI i VII na okres ED I, warstwy VIII i IX na okres ED II a warstwa X na okres ED III. Plan najwcześniejszej świątyni jest oparty na klasycznym planie świątyń sumeryjskich z południowej Mezopotamii. Od warstwy IV świątynia ta stała na wysokim tarasie, a dostęp do niej umożliwiały schody. W okresie wczesnodynastycznym budowla ta stawała się coraz większa i bardziej monumentalna. Na zachód i południe od „świątyni Sina” odkryto stratygraficznie związane z nią pozostałości wczesnodynastycznych domów prywatnych, małej świątyni bogini Nintu i tzw. „świątyni w kwadracie O 43". Na zachód od domów prywatnych i w pobliżu murów miejskich odkryto tzw. Świątynię Owalną. Trzy warstwy tej wczesnodynastycznej świątyni zostały przebadane. Niestety nie wiadomo jakiemu bóstwu świątynia ta była poświęcona. Cella (wewnętrzna część świątyni), która nie zachowała się, wzniesiona została na szczycie wysokiego tarasu i dotrzeć do niej można było schodami. U podstawy tarasu znajdował się dziedziniec otoczony mniejszymi pomieszczeniami. Całość otoczona była dużym, owalnym, nieregularnym murem. Mur ten z kolei otoczony był kolejnym owalnym murem, długim na ok. 100 metrów. Na lewo od głównego wejścia do świątyni, zajmując przestrzeń pomiędzy murem wewnętrznym i zewnętrznym, znajdował się tzw. Dom D, który jak się wydaje służył celom administracji świątynnej. Większość materiału archeologicznego z tellu A pochodzi z okresu wczesnodynastycznego. W obszarze domów prywatnych w północnej części tego tella odkryto też zabytki z okresu akadyjskiego.

### Telle B i C
Odkryty na tellu B inskrybowany cylinder umożliwił identyfikację tego i sąsiedniego tella C z twierdzą Dur-Samsu-iluna, zbudowaną przez Samsu-ilunę ok. 1726 roku p.n.e. Fragment grubego na 4,7 m muru z przyporami i dwa budynki należące do twierdzy zostały tu odkryte. Według odkrywców większy z budynków mógł być rezydencją gubernatora twierdzy.

### Tell D
Zakrojone na szeroką skalę prace przeprowadzono na tellu D, datowanym na okresy Isin-Larsa i starobabiloński. Potężny mur o grubości 7-12 metrów otaczał tu tzw. cytadelę. Szeroka ulica prowadziła od bramy zewnętrznej, odkrytej w pn.-wsch. części tego kompleksu, do dużego budynku świątynnego, otoczonego domami prywatnymi, położonego w centrum cytadeli. Tabliczki odkryte w jednym z pomieszczeń budynku świątynnego zidentyfikowały go jako świątynię Sina, a miasto jako Tutub.

## Literatura (wybór)
- Pinhas Delougaz, The Temple Oval At Khafajah, Oriental Institute Publications, Chicago 1940.
- Rivkah Harris, The Archive of the Sin Temple in Khafajah (Tutub), Journal of Cuneiform Studies 9 (1955), s. 31–88, 91-120.